# Elophila obliteralis
Elophila obliteralis là một loài bướm đêm trong họ Crambidae.
Đây là loài bản địa của miền đông Bắc Mỹ. Nó là loài được du nhập ở Hawaii. 
Sải cánh dài 10–22 mm con đực nhỏ hơn con cái. Con trưởng thành bay từ tháng 5 đến tháng 8 ở Bắc Mỹ.
Ấu trùng ăn một loạt các cây thủy sinh, bao gồm Hydrilla verticillata, Eichhornia crassipes, Pistia stratiotes, Nymphaea và Potamogeton.